# Минамисимабара
Минамисимабара (яп. 南島原市 Минамисимабара-си) — город в Японии, находящийся в префектуре Нагасаки. Площадь города составляет 169,91 км², население — 47 409 человек (1 июля 2014), плотность населения — 279,02 чел./км².

## Географическое положение
Город расположен на острове Кюсю в префектуре Нагасаки региона Кюсю. С ним граничат города Симабара, Ундзен, Камиамакуса, Амакуса.

## Население
Население города составляет 47 409 человек (1 июля 2014), а плотность — 279,02 чел./км². Изменение численности населения с 1980 по 2005 годы:
| 1980 | 66 556 чел. |  |
| 1985 | 65 575 чел. |  |
| 1990 | 62 828 чел. |  |
| 1995 | 58 898 чел. |  |
| 2000 | 57 045 чел. |  |
| 2005 | 54 045 чел. |  |

## Символика
Деревом города считается Ficus superba, цветком — подсолнечник однолетний.